# Begonia hookeriana
Espèce
Synonymes
- Riessia ferruginea Klotzsch[1]
- Steineria ferruginea Klotzsch[1]

Begonia hookeriana est une espèce de plantes de la famille des Begoniaceae.
L'espèce fait partie de la section Pritzelia.
Elle a été décrite en 1845 par George Gardner (1812-1849).

## Répartition géographique
Cette espèce est originaire du Brésil.